# Stylaster nobilis
Stylaster nobilis är en nässeldjursart som först beskrevs av Kent 1871.  Stylaster nobilis ingår i släktet Stylaster och familjen Stylasteridae. Inga underarter finns listade i Catalogue of Life.